# トルク (装身具)
トルク（torc、torqまたはtorque、頸環）は古代から伝わる装身具の一種。通常は、柔軟さを持たない環の形状をした前側で開くことができるネックレスであり、時にブレスレットが発見されることもある。

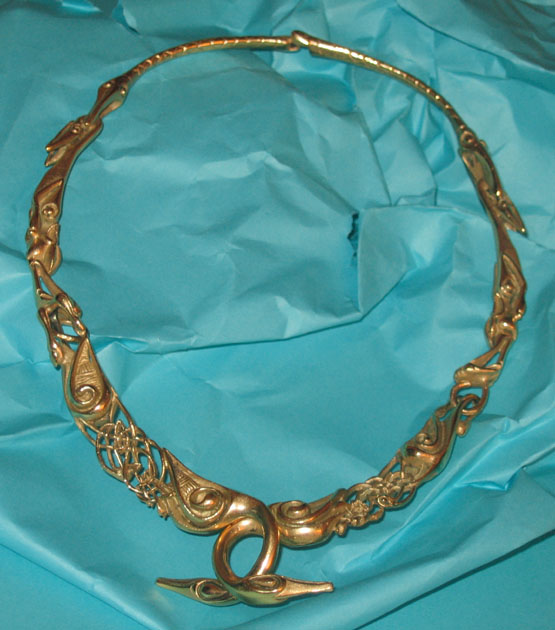
ガリア人のブロンズ製トルク

ごく初期こそ孔を穿った球や立方体または動物の骨や人骨もまれに用いられていたが、ほとんどのトルクは金・銅まれに銀の糸を撚り合わせ固めて作られ、全面に装飾が施されているものが多い。スペルのひとつtorqueはラテン語ではtorquesと表記され、その外見から導かれた「捻じれ」を意味するtorqueoを語源とする。なお、回転軸にかかる力のモーメントを指すトルクも同じ語を源としている。ただし、スペルtorcが、ガリア語のtorcosと同様に古代アイルランド語でイノシシを意味することから、ケルト神話に見られる聖なる獣との関連づけも考えられる。すなわち、トルクが黄金のイノシシと同じく死と復活を象徴するという説である。

## 歴史
紀元前1000年～300年頃の青銅器時代、トルクはアナトリア半島域までのケルト人・多くのゲルマン人部族・スキタイやペルシア人など非常に広範囲に渡って用いられたと考えられる。最も精巧に作られた種類は黒海北部のステップに属するクラスノダール地方などで発掘されているが、トルクを多く用いたのはケルト人、特にブリトン・ガリア・イベリアに住む種族だった。
現存する最も古いトルクの一つは、アルプス山脈北部で発見された初期鉄器時代のものと推測される現人神の戦士『Warrior of Hirschlanden』を象った、砂岩で作られた裸像に見られる。これは紀元前800年～475年のハルシュタット文明期に製作されたものと思われ、ドイツのシュトゥットガルト市のヴュルテンベルク州立博物館で公開されている。

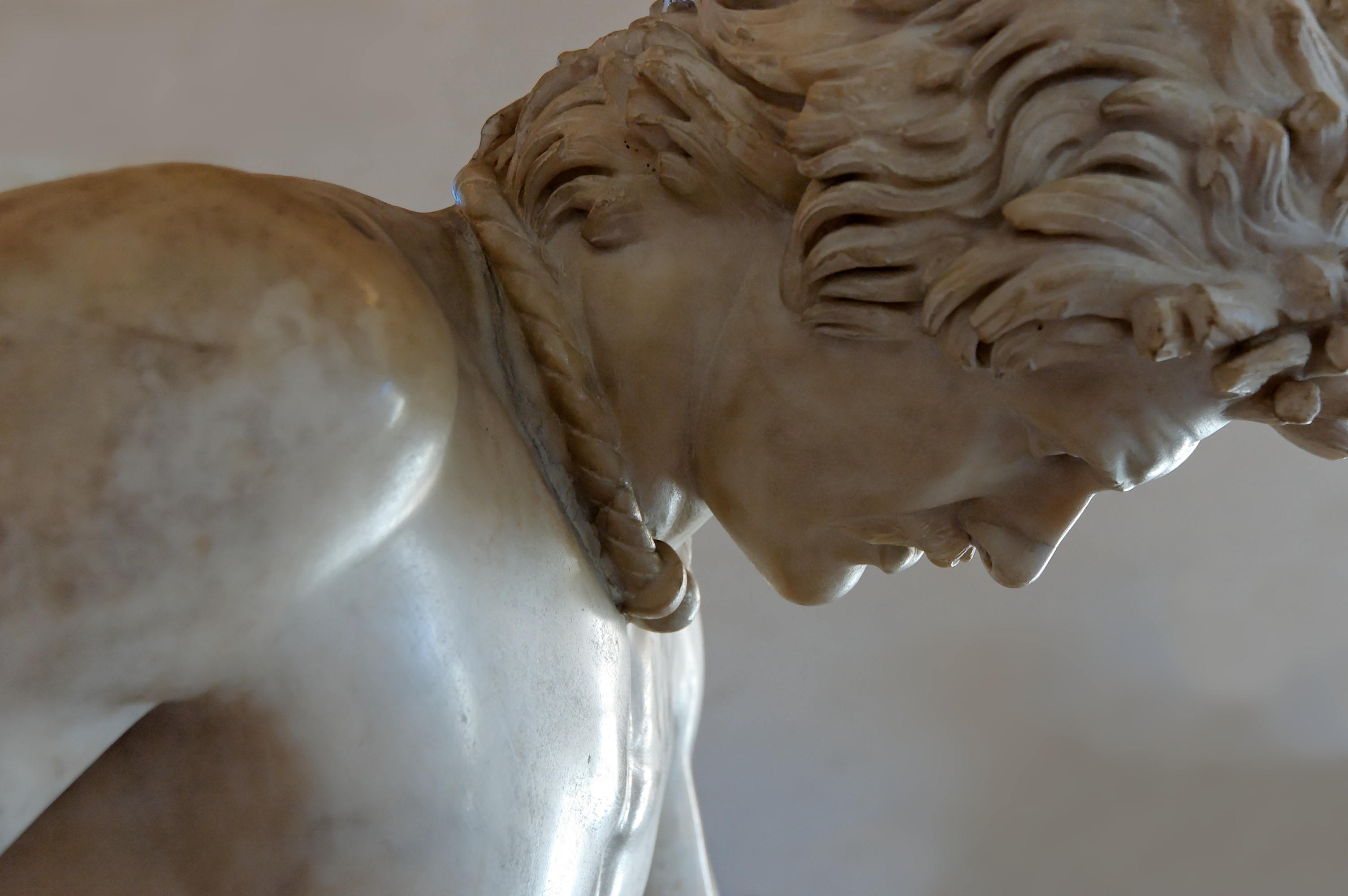
『瀕死のゴール人』が着けたトルク

ケルト神話では、トルクを身につけた神や女神の描写が散見される。例として、狩猟の神ケルヌンノスが首につけ、かつ左手にトルクを握った紀元前1～2世紀頃製作の図版が残されている。また、ギリシアのヘレニズム時代に製作されたものを複製した古代ローマの彫刻『瀕死のゴール人』(The Dying Gaul)にも見られ、傷ついた全裸のゴール人（＝ガリア人）が、トルクだけを身につけた姿が表現されている。トルクの実物は、考古学発掘調査の過程で主にイギリスなどヨーロッパ中で発見される。特にケルト人は多用し、ケルト王子の墓からの発掘例や、ケルト結び(en)を施されたものも多数見つかっている。ノーフォークのSnettisham村では、1948年から1973年にかけておおよそ150個の完全な金製トルクが発掘された。
ローマ帝国の執政官ティトゥス・マーンリウス・トルクアートゥスは一騎討ちでガリアの男に挑んで勝利し、首級として殺した男からトルクを得た。以後戦利品として身に着けたため、彼には「Torquatus」（トルクを着けた奴）の異名が付いた。これは故事として伝わり、共和政ローマ時代に至るまで軍人や精鋭部隊の勲章としてトルクが用いられた。

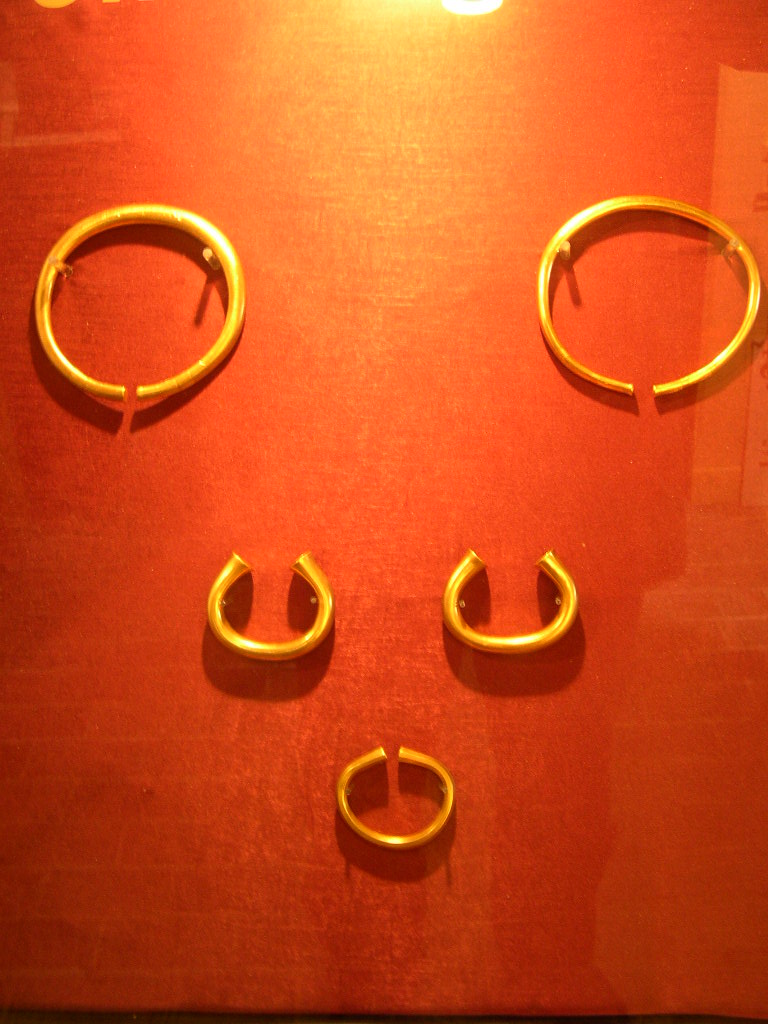
ミルトン・キーンズ博物館に展示された装飾の無いトルク

アケメネス朝ペルシアのダレイオス1世時代に作成されたブタァホテブの像にも見られ、中央にペンダントがあしらわれた典型的なペルシア調トルクは、彼が生前財務長官という高い地位にあった証でもある。

## トルクの意味するもの
一説にトルクは元々女性用オーナメントであり、紀元前4世紀頃に戦士を象徴するものに変化したとある。しかしこの意見はごく少数派で、ほとんどの識者は、トルクは貴族または社会的地位の高さを示すものとの説に与している。彼らは、あまたのケルトの神々がトルクを身につけている描写を根拠に、聖なる属性を示す場合もあれば、戦功を挙げた者への勲章として用いられた場合もあったと解釈している。変わった説では、首に巻かれた金属の糸が切れれば延髄を拘束するくびきから放たれたであろうと想像し、トルクが「解放された奴隷」を示しているというものまである。

## 現代
1960年代から70年代にかけて、ヒッピーたちはトルクを復活させ、自分たちのファッションに取り入れた。それはネックレスやブレスレットに留まらず、指輪、そしてピアスとして用いる者までいた。
アイルランド芸術家協会イースダーナ(en)では、会員に与えられる最も権威あるSaoi賞のシンボルとしてトルクが授与される。